# Bienertia
Bienertia is een geslacht uit de amarantenfamilie (Amaranthaceae). De soorten uit het geslacht komen voor van in Zuidoost-Europa, Rusland, Centraal-Azië en op het Arabisch schiereiland.

## Soorten
- Bienertia cycloptera Bunge
- Bienertia kavirense Akhani
- Bienertia przewalskii (Bunge) G.L.Chu
- Bienertia sinuspersici Akhani

... · 
Achyranthes · 
Aerva ·
Alternanthera ·
Amaranthus (Amarant) · 
Atriplex (Melde) · 
Axyris · 
Bassia (Zoutkruid) · 
Beta (Biet) · 
Blitum (Spiesganzenvoet) · 
Celosia · 
Chenopodium (Ganzenvoet) · 
Corispermum (Vlieszaad) · 
Dysphania · 
Halimione (Zoutmelde) · 
Halocnemum · 
Halothamnus · 
Haloxylon · 
Kochia · 
Krascheninnikovia · 
Polycnemum (Knarkruid) · 
Patellifolia · 
Ptilotus · 
Pupalia ·
Salicornia (Zeekraal) · 
Salsola (Loogkruid) · 
Spinacia · 
Suaeda · 
Traganum · 
...